# Godziny szczytu 3
Godziny szczytu 3 (oryg. Rush Hour 3) – amerykańsko–niemiecka komedia kryminalna z 2007 roku w reżyserii Bretta Ratnera.
Film zarobił 139 885 001 dolarów amerykańskich w Stanach Zjednoczonych, 10 295 689 funtów szterlingów w Wielkiej Brytanii, 1 423 240 reali brazylijskich w Brazylii, 77 709 540 pesos filipińskich na Filipinach oraz 105 977 894 rubli w Rosji.

## Fabuła
Ambasador Chin odkrył to, gdzie znajduje się tajemnicza, starodawna lista kryminalistów - Shy Shen. Niestety zanim zdążył powiedzieć o tym, gdzie ta lista się znajduje, został postrzelony przez snajpera i cudem uniknął śmierci. Teraz Inspektor Lee z pomocą Detektywa Jamesa Cartera muszą zmierzyć się z chińską Triadą we Francji, którą rządzi brat Kenji (przybrany brat inspektora Lee) po to, aby zdobyć tę listę.

## Obsada
- Chris Tucker – Carter
- Jackie Chan – Lee
- Max von Sydow – Reynard
- Hiroyuki Sanada – Kenji
- Yvan Attal – George
- Youki Kudoh – Dragon Lady
- Noémie Lenoir – Genevieve / Shy Shen
- Jingchu Zhang – Soo Yung
- Tzi Ma – ambasador Han
- Dana Ivey – siostra Agnes
- Henry O – mistrz Yu
- Mia Tyler – Marsha
- Roman Polański – komisarz Revi (niewymieniony w napisach)

## Nominacje
W 2007 roku podczas 9. edycji Teen Choice Awards film był nominowany do nagrody Teen Choice Award w kategorii Choice Summer Movie - Comedy/Musical. Podczas 16. edycji MTV Movie Awards film był nominowany do nagrody MTV Movie Award w kategorii Best Summer Movie You Haven't Seen Yet. W 2008 roku podczas 9. edycji Golden Trailer Awards film był nominowany do nagrody Golden Trailer w kategorii Best Action TV Spot. Podczas 35. edycji People's Choice Awards Jackie Chan i Chris Tucker byli nominowani do nagrody People's Choice Award w kategorii Favorite on Screen Match-up. Podczas 17. edycji MTV Movie Awards Chris Tucker, Jackie Chan i Mingming Sun byli nominowani do nagrody MTV Movie Award w kategorii Best Fight. Podczas 7. edycji Visual Effects Society Awards Barry Williams, Robert Weaver, Jay Cooper i Masahiko Tani byli nominowani do nagrody VES Award w kategorii Outstanding Created Environment in a Live Action Motion Picture. Podczas 8. edycji World Stunt Awards Conrad E. Palmisano, Eddie Braun i Bradley James Allan byli nominowani do nagrody Taurus Award w kategorii Best Stunt Coordinator and/or 2nd Unit Director, do tej samej nagrody, w kategorii Best Work with a Vehicle byli nominowani Christophe Marsaud, Peng Zhang, Ousaun Elam, Patrick Bernaud, Gilles Conseil, Vladimir Houbart i Christophe Roblin.